# Bechererite
La bechererite è un minerale.